# Sachsenwald-Kaserne
Die Sachsenwald-Kaserne, benannt nach dem Sachsenwald, war eine militärische Anlage der Bundeswehr in Elmenhorst bei Schwarzenbek. Sie wurde 1969 fertiggestellt und diente hauptsächlich Panzereinheiten der Panzergrenadierbrigade 16 der 6. Panzergrenadierdivision. Sie umfasste eine Fläche von 48,02 Hektar. 1994 wurde die militärische Nutzung der Kaserne aufgegeben. Auf dem Gelände entstand das Gewerbegebiet Lanken.

## Bau- und Stationierungsgeschichte
Die Stadt Schwarzenbek hatte sich zwar bereits in den 1950er Jahren noch beim Amt Blank um eine Stationierung der Bundeswehr beworben. Doch erst 1962 gelang es der Bundesrepublik, das Hugo Graf von Bernstorff gehörende Gut Lanken für einen Bundeswehrstandort mit Kaserne und Truppenübungsplatz zu erwerben. Ab 1966 wurde für 30 Millionen DM an der Bundesstraße 207 zwischen Elmenhorst und Schwarzenbek die Kaserne errichtet. Zudem wurde zur Unterbringung der Familien von Bundeswehrangehörigen die Siedlung Schwarzenbek-Nordost gebaut. Als im vierten Quartal 1969 die Wohnungen bezogen werden sollten, waren die Arbeiten noch nicht abgeschlossen. Die neue Garnison diente der Umsetzung der NATO-Strategie der Vorneverteidigung: die zuvor im Raum Flensburg und Husum stationierte Panzergrenadierbrigade 16 sollte deshalb in die Nähe der innerdeutschen Grenze, die zugleich die Trennungslinie zwischen der NATO und den Truppen des Warschauer Paktes darstellte, verlegen.
Das am 16. November 1961 in der Briesen-Kaserne in Flensburg aufgestellte Panzerbataillon 164 kam im Oktober und November 1969 in die neu errichtete Sachsenwald-Kaserne. Am 30. September 1994 wurde das Bataillon im Zuge der Reduzierung der Bundeswehr nach der Deutschen Wiedervereinigung aufgelöst.
Die am 1. April 1959 in der Briesen-Kaserne in Flensburg aufgestellte Panzerpionierkompanie 160 verlegte im Oktober und November 1969 in die Sachsenwald-Kaserne. Im Juni 1992 erfolgte der Umzug in die Bismarck-Kaserne nach Wentorf bei Hamburg. Zum 30. Juni 1994 wurde die Kompanie außer Dienst gestellt.
Aus der zuletzt in der Scholtz-Kaserne in Neumünster beheimateten 2./Panzerjägerbataillon 3 entstand am 16. März 1959 in der Graf-Goltz-Kaserne in Hamburg-Rahlstedt die Panzerjägerkompanie 170, die zunächst 1968 in die von-Estorff-Kaserne in Hamburg-Wandsbek umzog. Im November 1969 verlegte sie schließlich in die Sachsenwald-Kaserne. Am 1. April 1971 wurde sie in Panzerjägerkompanie 160 umbenannt und der Panzergrenadierbrigade 16 unterstellt. 1992 wechselte die Kompanie ihren Standort nach Wentorf bei Hamburg und übernahm teilweise das Material der aufzulösenden Panzerjägerkompanie 170 aus der Hanseaten-Kaserne in Lübeck. Zum 30. Juni 1994 wurde diese Einheit aufgelöst.
Die 3. Kompanie des in der Briesen-Kaserne in Flensburg ab 1. April 1959 gebildeten Versorgungsbataillons 166 zog im November 1969 in die Sachsenwald-Kaserne. Das Versorgungsbataillon 166 löste sich zum 30. September 1972 im Zuge der Einnahme der Heeresstruktur 3 auf. Die 3. Kompanie des Versorgungsbataillons bildete am 1. Oktober 1972 die Instandsetzungskompanie 160. Diese Kompanie wurde zum 1. Oktober 1993 dem Instandsetzungsbataillon 6 unterstellt, verblieb aber noch in der Sachsenwald-Kaserne. Zum 1. April 1994 wurde sie in 3./Instandsetzungsbataillon 6 umbenannt und zog in die Lettow-Vorbeck-Kaserne nach Hamburg um.
Am 16. Dezember 1969 erfolgte die feierliche Übergabe der Schlüssel der Kasernenanlage an den Kommandeur des Panzerbataillons 164. Zugleich erhielt der Standort den Namen „Sachsenwald-Kaserne“.
Mit Einnahme der Heeresstruktur 4 wurden in den Brigaden zusätzlich jeweils ein teilgekadertes, gemischtes Kampfbataillon geschaffen. Für die Panzergrenadierbrigade 16 war dies das Panzergrenadierbataillon 161. Dessen 4. (Panzer-)Kompanie und Teileinheit 37 der 1. Kompanie wurden am 1. April 1981 in der Sachsenwald-Kaserne gebildet. Doch bereits zum 30. September 1992 kam für das gesamte Bataillon das endgültige Aus.
Mitte der 1980er Jahre wurde die Fahrschulgruppe Sachsenwald-Kaserne geschaffen, die sich zum 31. März 1994 wieder auflöste.
Im Zusammenhang mit der Grenzöffnung in Ungarn und der sich anschließenden Ausreisewelle aus der DDR sowie dem Fall der Berliner Mauer kamen zahlreiche Menschen in die Bundesrepublik. Am 8. Januar 1990 wurde daher ein kompletter Wohnblock in der Sachsenwald-Kaserne für Übersiedler geräumt. Diese Belegung endete im Februar 1991.
Das ab 3. September 1956 in der Graf-Goltz-Kaserne in Hamburg aufgestellte Panzerbataillon 3 wurde am 1. April 1957 in Panzerbataillon 174 umbenannt und mit Einnahme der Heeresstruktur 5 zum 1. Oktober 1992 zu einem gekaderten Aufwuchsbataillon umgegliedert. Gleichzeitig erfolgte seine Verlegung in die Sachsenwald-Kaserne. Zum 31. Dezember 1993 musste dann jedoch die Auflösung dieser Geräteeinheit ausgeführt werden.
Zur medizinischen Versorgung war der Sanitätsbereich 11/27 vom 1. März 1975 bis zur Aufgabe der Kaserne mit Material ausgestattet. Vom 1. Juli 1973 bis zur Schließung des Standortes war die Zahnarztgruppe 111/2 hier eingesetzt. In der Kaserne war die Standortfernmeldeanlage 117/203 eingerichtet. Zudem war der Wallmeistertrupp 113/2 hier stationiert. Der Dienstposten des Kasernenfeldwebels mit Standortaufgaben bestand vom 1. April 1981 bis zur Kasernenauflösung.
Am 30. September 1994 wurde die Kaserne durch die Bundeswehr aufgegeben.

## Konversion
Zunächst wurde zur Weiternutzung des Kasernengeländes vorgeschlagen, dass die im Kreis Herzogtum Lauenburg noch verbliebenen Dienststellen der Bundeswehr und des Bundesgrenzschutzes am Standort zusammengezogen werden. Letztlich konnte jedoch hierüber unter den zuständigen Stellen keine Einigung erzielt werden. Da das Kreisentwicklungskonzept die Ausweisung neuer Gewerbeflächen größeren Umfangs forderte, rückte das Bundeswehrareal in den Blickpunkt. Im Auftrag der Oberfinanzdirektion Kiel und der Wirtschaftsfördergesellschaft des Kreises Herzogtum Lauenburg wurde 1996 eine Machbarkeitsstudie zur zivilen Konversion von einer Berliner Planungsgruppe erstellt. Insbesondere sollte die Möglichkeit von Gewerbeansiedlungen geprüft werden. Einer derartigen Nutzung wurde jedoch entgegengehalten, dass das Gebiet um die Kaserne, insbesondere der Truppenübungsplatz Lanken, schützenswert sei.
Am 25. September 1997 fasste die Gemeindevertretung Elmenhorst den Aufstellungsbeschluss für den Bebauungsplan Nr. 8 für das Gebiet „ehemalige Sachsenwaldkaserne westlich der Bundesstraße 207 und südlich der Verbindungsstraße von der B 207 zum ehemaligen Gut Lanken“.
Im Oktober 1997 wurde das Kasernengelände von der Wirtschaftsförderungsgesellschaft des Kreises Herzogtum Lauenburg für 9,4 Millionen DM erworben. Ab 1998 wurden vor allem Stabs- und Unterkunftsgebäude abgerissen. Am 17. Juni 1998 wurde der erste Spatenstich für den Gewerbepark Lanken feierlich vollzogen. Der Bebauungsplan Nr. 8 wurde am 1. September 1998 von der Gemeindevertretung als Satzung beschlossen und trat am 23. September 1998 in Kraft. Er sieht in der Zufahrt von der Bundesstraße eine kleine Fläche als Mischgebiet vor. Im Übrigen wurde das Areal der ehemaligen Kaserne mit Gewerbeflächen überplant.
Am 1. September 1998 wurde der Bebauungsplan Nr. 8 durch die Gemeindevertretung von Elmenhorst beschlossen. Er trat am 23. September 1998 in Kraft.
Im Gewerbegebiet siedelten sich daraufhin Behörden, wie der Fachdienst Straßenverkehr des Kreises Herzogtum Lauenburg, sowie Unternehmen der Abfallwirtschaft, des Baustoff- und Kraftfahrzeughandels, der Herstellung von Bauprodukten und der Logistik an. Im August 2022 waren von 426.500 Quadratmeter Gewerbeflächen lediglich 22.300 Quadratmeter noch nicht verkauft, jedoch verbindlich reserviert.
2005 wurde die Standortschießanlage Lanken ebenfalls abgerissen.
Die Errichtung eines Solarparks mit 25 Megawatt Leistung erfolgte 2012. Dazu wurden Flächen der ehemaligen Standortschießanlage und der Standortmunitionsniederlage in Anspruch genommen.
Seit März 2013 ist ein Teil des früheren Truppenübungsplatzes im Umfang von 256 Hektar als Naturschutzgebiet Lanken ausgewiesen.